# کوه کرون
کوه کرون (به لاتین: Krone) یک کوه در اتریش است که در گالتور واقع شده‌است. کوه کرون ۳٬۱۸۷ متر بالاتر از سطح دریا واقع شده‌است.